# Corupția în Serbia
Nivelul de corupție din Serbia este percepute ca fiind unul ridicat conform unui sondajului al Global Integrity făcut în Serbia, iar încrederea publică în instituțiile cheie rămâne scăzută.

## Dinamică
Procesele de achiziții publice, procesele de recrutare ale administrației publice, exploatările miniere și cele feroviare reprezintă sectoare cu o problemă serioasă în ceea ce privește conflictele de interese. Comisia Europeană și-a exprimat îngrijorarea față de sectorul judiciar, poliție, sănătate și educație din Serbia, care sunt în mod special vulnerabile la corupție. Gigantul farmaceutic Galenika oSerbia este și el afectat de corupție. Corupția este considerată cel mai mare impediment în încercarea de a face afaceri în Serbia, urmat de birocrația guvernamentală ineficientă.

## Eforturi anticorupție
Chiar dacă Serbia a făcut progrese în investigarea cazurilor de corupție la nivel înalt, implementarea legilor anticorupție este slabă. În conformitate cu Barometrul Global al Corupției 2016, 22% dintre cetățenii sârbi care au intrat în contact cu instituțiile publice implicați în studiu (poliția rutieră, sănătatea publică, sistemul educațional, litigiile civile, serviciile publice care eliberează documente oficiale, departamentele responsabile de bunăstarea socială); au declarat că au dat mită cel puțin o dată în anul precedent. În cadrul Indicelelui de percepție a corupției din 2017 al Transparency International, Serbia se situează pe locul 77 din 180 de țări. La prezentarea IPC Transparency Serbia a ajuns la concluzia că măsurile de prevenire ale corupției nu au fost puse în aplicare, iar lupta împotriva corupției, exploatată de către mass-media, nu a dus la condamnări în instanță.